# 招聘會
招聘会是雇主、企業、招聘人员和学校舉辦的招聘活动。常见的招聘會有学校主办的校园宣讲会以及政府公共服务机构主办或人才中介组织主办的大型招聘会。非學校的招聘会一般在展览馆或体育场馆举行。求职者拿著自己的简历参加招聘会，与心儀的企業的招聘人員面对面交流，并詢問一些自己關心的內容。還有一種在线招聘会，求職者通過互聯網與僱主在線視頻交談。